# 서포만필
《서포만필》은 국문 소설인 《사씨남정기》, 《구운몽》을 쓴 김만중의 수필집·비평집이다. 김만중의 사상을 이해하는 데 반드시 필요한 책으로 꼽힌다. 이 책은 대부분 시와 관련된 이야기 및 비평으로 이루어져 있지만, 소설과 산문과 관련된 것들도 있다. 주자주의를 견지하면서도, 주자주의적 문화관과 문학관을 비판했으며 우리말로 이루어진 국어문학의 독자성과 의의를 주장했다. 김만중의 선진적이고도 주체적인 견해는 문학관의 진보를 도왔다는 평가를 받는다.

## 내용
《서포만필》은 1687년(숙종 13년) 선천(宣川) 유배 이후인 말년에 지어졌을 것으로 추측된다. 《서포만필》에는 주자주의를 견지하면서도 주자주의와 일정한 거리를 보여주는 글들이 담겨 있다. 또한 김만중의 사상적 편력과 박학한 지식을 알려주는 여러 가지 기사들이 엿보이며, 불가(佛家)·유가(儒家)·도가(道家)·산수(算數)·율려(律呂)·천문·지리 등 구류(九流)의 학에 대한 견해도 살펴볼 수 있다.

## 주자주의적 문화관에 대한 비판
당시의 문화관은 주자주의적 문화관, 즉 , 중국 중심주의에 입각한 문화관으로서 ‘화이론(華夷論)’이라 불리는 것이었다. 하지만 김만중은 두 가지 측면에서 이에 대한 반론을 제기한다.
하나는, 주자의 오류에 대한 비판을 통해서, 또 하나는 국어문학의 독자성과 가치를 인정함으로써다. 김만중은 주자의 문화관이 변방 나라의 문화에 대한 무지에서 출발했다는 점을 폭로함으로써 결과적으로 ‘화이론’에 타격을 주었다. 그 예로 주자가 인도의 불경이 중국의 고전인 《열자》의 영향을 받아 이루어졌다고 본 것이라든가, 중국인의 시에만 각운이 등장한다고 오해한 것을 지적한다. 또 같은 맥락에서 송강 정철이 지은 ＜관동별곡＞과 ＜전후사미인곡(前後思美人曲)＞ 같은 가사 작품이 중국의 ＜이소＞와 맞먹을 만한 가치를 지니고 있다는 주장은, 중국의 문학만이 가치 있다는 통념을 거부하는 발언으로 볼 수 있다.

## 주자주의적 문학관에 대한 비판
당대의 문학관 역시 주자주의적 문학관이었다. 당대에는 문학의 독자성을 인정하지 않았다. 이른바 ‘재도론(載道論)’이라 하여, 문학은 철학이나 사상에 비해 부차적인 것으로 보았다. 하지만 김만중은 문학 자체의 기능이 있다고 주장하면서 백사 이항복의 시조가 광해군에게 감동을 주었다는 일화를 그 근거로 제시했다. 또 역사책인 《삼국지》를 읽을 때와는 달리, 소설 《삼국지연의》를 읽을 때면, 주인공인 유비가 패배할 때는 함께 슬퍼하고, 그 적대자인 조조가 패배할 때는 쾌재를 부른다면서, 문학인 소설이 역사서와는 다른 감동을 지니고 있다는 점을 논증했다. 이와 같이 문학을 역사나 철학의 수단으로 여기던 통념이 지배하던 그 시대에, 김만중은 문학의 자율성, 독자성을 적극 주장함으로써 문학관의 진보를 자극했다.

## 인용
| “ | 苟有能言者 各因其言而節奏之 則皆足以動天地通鬼神 不獨中華也. 今我國詩文 捨其言而學他國之言 設令十分相似 只是鸚鵡之人言. 진실로, 말할 수 있는 사람이 각각 그 말에 따라 리듬을 갖춘다면, 똑같이 천지를 감동시키고 귀신과 통할 수 있는 것이지 중국만 그런 것은 아니다. 지금 우리나라의 시문은 자기 말을 내버려 두고 다른 나라 말을 배워서 표현한 것이니 설사 아주 비슷하다 하더라도 이는 단지 앵무새가 사람의 말을 하는 것과 같다. | ” |